# 莫勒爾縣 (內布拉斯加州)
莫勒爾縣（英語：Morrill County）是美國內布拉斯加州西部的一個縣。面積3,703平方公里。根據美國2000年人口普查，共有人口5,440人。縣治布里奇波特 （Bridgeport）。
成立於1908年11月12日。縣名紀念內布拉斯加大學校長查爾斯·亨利·莫勒爾。